# ドロマサウルス下目
ドロマサウルス下目（Dromasauria またはドロマサウルス類）は、古生代ペルム紀中期に生息していた、小型のトカゲに似た単弓類の絶滅した分類群。単弓綱 - 獣弓目 - 異歯亜目。学名は「走るトカゲ」の意。ガレキルス科及びそれに属するガレキルス (Galechirus) など三つの属によって構成される小さな分類群である。

## 形態
体長は約30cmから1m弱。頭骨において目立つ特徴は、一つは大きな眼窩であった。外敵や獲物を発見する為に視力が発達していたのであろう。もう一つは前顎骨に歯は無く、後方へ伸長して二次口蓋が形成されつつある事である。これはディキノドン類と同様であるが、犬歯は大型化していない。また歯は杭状であった。トカゲに似て胴体は軽量で、敏捷な動きが可能であったと思われる。尾は長く、頭胴長とほぼ同じ長さであった。発見された三個の化石は全て尾を体に巻き付けた姿で発掘されている。このことから、かれらは眠る際にリスなどの様に尾で体を取り巻き、体温が失われるのを防いでいたと考えられている。

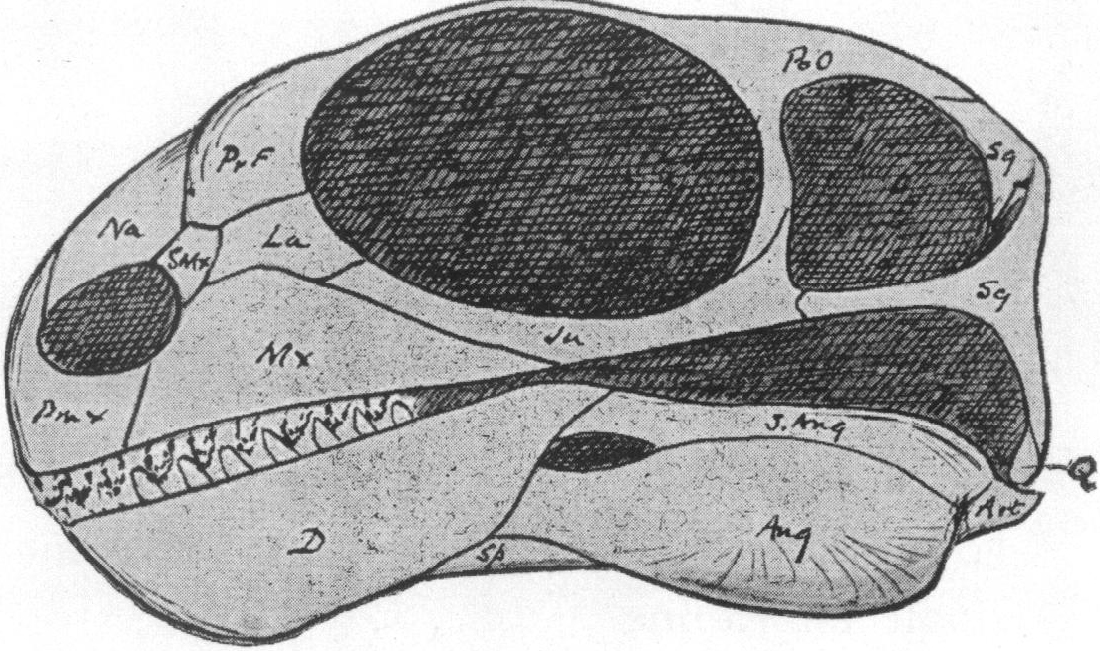
ガレプス頭骨図。大きな眼窩が一際目立つ。
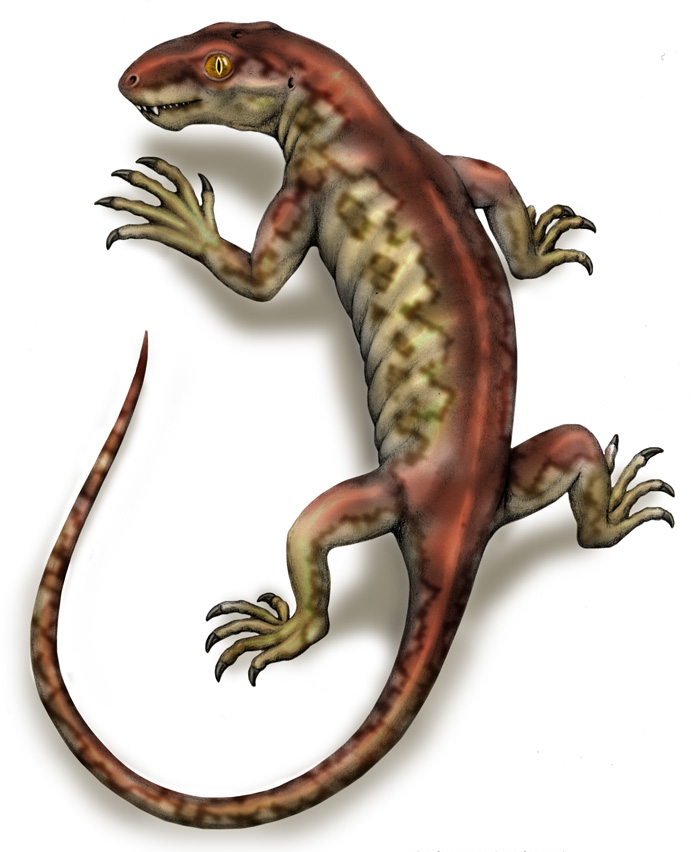
ガレプス復元想像図。

## 食性
主に植物食であったが、時として昆虫なども捕食していたと推定されている。

## 系統
- 単弓綱 Synapsida
  - 獣弓目 Therapsida
    - †異歯亜目 Anomodontia
      - パトラノモドン Patranomodon
      - ヴェニューコヴィア科 Venyukoviidae
      - ドロマサウルス下目 Dromasauria
      - ディキノドン下目 Dicynodontia

    - 獣歯類 Theriodontia